# フェリペ・グティエレス
フェリペ・アレハンドロ・グティエレス・レイヴァ（Felipe Alejandro Gutiérrez Leiva 、1990年10月8日 - ）は、チリ・バルパライソ州バルパライソ県キンテーロ出身のプロサッカー選手。チリ代表。スポルティング・カンザスシティ所属。ポジションは、ミッドフィールダー。

## 経歴

### クラブ
2016年5月、ラ・リーガに昇格したレアル・ベティスがグティエレス獲得に迫っていると報じられた。この時グティエレスは膝を怪我していたが、メディカルチェックをパスし7月に4年契約を結んだ。
シーズン開幕戦のFCバルセロナ戦で55分からピッチに立ち移籍後初出場。
2017年3月、ブラジルのSCインテルナシオナルにレンタル移籍することが発表された。
2018年2月、メジャーリーグサッカーのスポルティング・カンザスシティに移籍した。

### 代表
2010年5月の北アイルランド戦で途中出場しチリ代表デビュー。2012年10月のアルゼンチン戦で初ゴール。
コパ・アメリカ2011では4試合に途中出場した。2014 FIFAワールドカップは膝負傷のため出場が危ぶまれていたが、最終的に無事メンバー入りを果たした。グループステージのオーストラリア戦で60分にアルトゥーロ・ビダルと交代しワールドカップデビュー。3試合目のオランダ戦にも出場した。

## 代表歴

### 出場大会
- チリ代表
  - 2014 FIFAワールドカップ

### 試合数
- 国際Aマッチ 35試合 4得点（2010年-2017年）[12]

| チリ代表 | 国際Aマッチ | 国際Aマッチ |
| 年       | 出場        | 得点        |
| -------- | ----------- | ----------- |
| 2010     | 2           | 0           |
| 2011     | 3           | 0           |
| 2012     | 5           | 1           |
| 2013     | 5           | 0           |
| 2014     | 7           | 0           |
| 2015     | 4           | 2           |
| 2016     | 6           | 1           |
| 2017     | 3           | 0           |
| 通算     | 35          | 4           |

### 得点
| #  | 開催日         | 開催地       | 対戦国       | スコア | 結果 | 試合概要                    |
| -- | -------------- | ------------ | ------------ | ------ | ---- | --------------------------- |
| 1. | 2012年10月16日 | サンティアゴ | アルゼンチン | 2–1    | 2–1  | 2014 FIFAワールドカップ予選 |
| 2. | 2015年9月5日   | サンティアゴ | パラグアイ   | 1–0    | 3–2  | 親善試合                    |
| 3. | 2015年9月5日   | サンティアゴ | パラグアイ   | 2–2    | 3–2  | 親善試合                    |
| 4. | 2016年3月24日  | サンティアゴ | アルゼンチン | 1–0    | 1–2  | 2018 FIFAワールドカップ予選 |

## タイトル

### クラブ
ウニベルシダ・カトリカ
- プリメーラ・ディビシオン (1): 2010
- コパ・チレ (1): 2011

### 代表
- コパ・アメリカ: 2015

### 個人
- エールディヴィジ年間MVP (1): 2013-14